# 요피

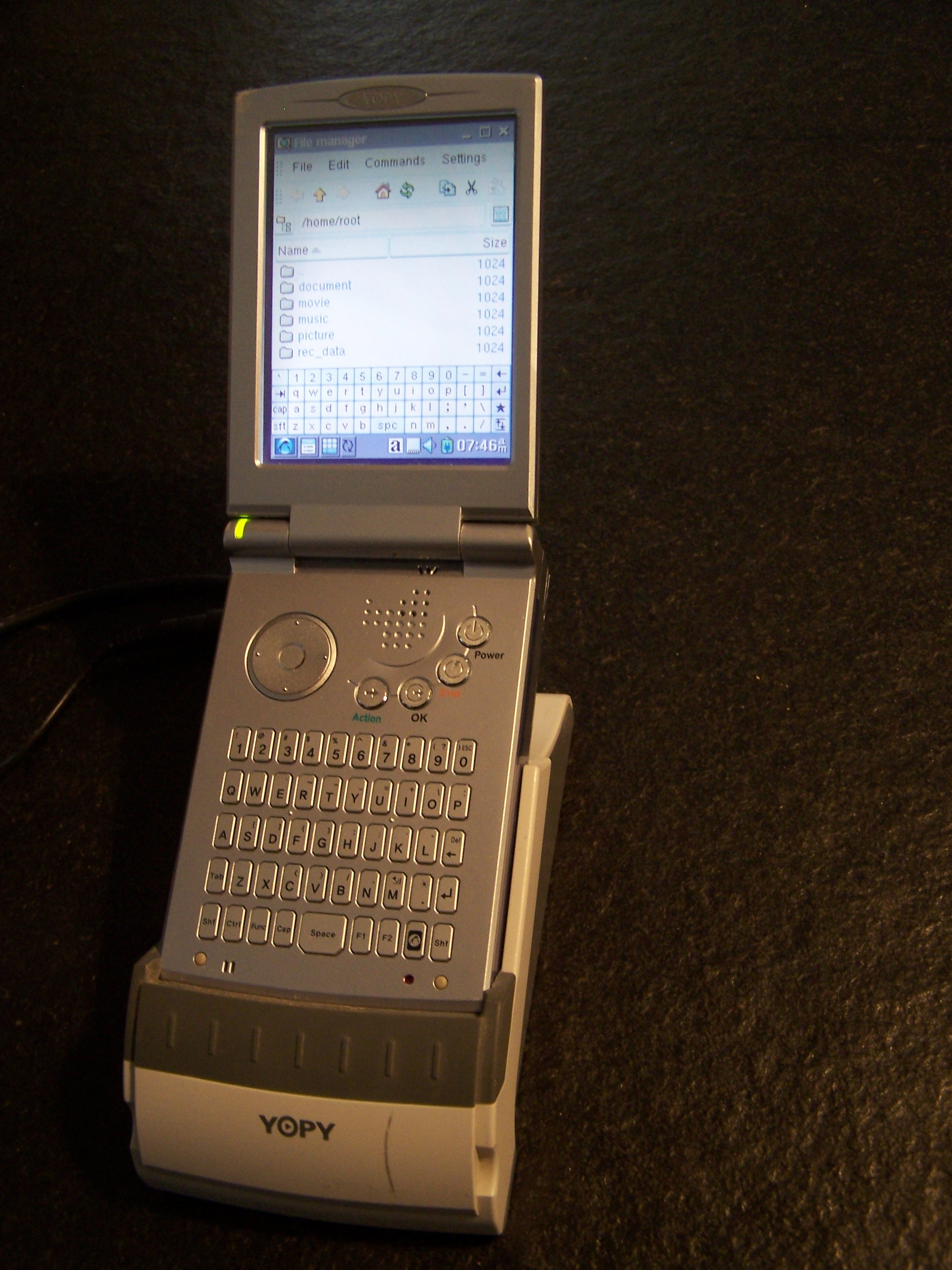
요피

요피(Yopy)는 지메이트에서 개발한 PDA이다. Linupy™라는 자체 개발한 리눅스를 운영 체제로 사용한다. 세빗(CeBIT) 2000에 개발킷 YDK-1000을 내 놓으면서 처음 소개되었으며, 대한민국에서는 최초로 리눅스 기반 PDA를 선보였으나 2005년 3월 이후로 더 이상 생산되지 않으며 공식 사이트도 문을 닫았다.

## 모델

### YP3700
요피의 세 번째 모델. 기존의 YP3500과의 차이점은 CF타입II의 확장슬롯을 추가로 지원한다는 점이다. CF타입의 랜 카드를 이용해서, 무선 인터넷을 사용할 수 있다. 그 외에 YP3500에 비해 배터리 용량이 증가하였다.
- 206 MHz Intel Strong ARM 32비트 RISC 프로세서
- ARM Linux (Linupy™), X 윈도 시스템
- 3.5 인치 240x320 하이 컬러 (65K) 반사형 TFT LCD with Front Light
- RAM 128MB , ROM 32MB
- CDMA 2000 1X , 무선랜카드

### YP3500
요피의 두 번째 모델. CDMA모듈을 탑재하고, 기존에 문제점으로 지적되었던 LCD부분을 수정하였다. 멀티미디어 폴더형 PDA Phone을 추구한다.
- 206 MHz Intel Strong ARM 32비트 RISC 프로세서
- ARM Linux (Linupy™), X window System
- 3.5인치 Front Light 반사형 TFT LCD, 240×320 해상도( 65,536컬러)
- RAM 128MB , ROM 32MB
- CDMA 2000 1X

### YP3000
멀티미디어 폴더형 PDA를 추구한 요피의 첫 번째 모델. 최초의 국산 리눅스 PDA로, 출시 당시 리눅스 사용자 및 PDA 사용자에게 많은 관심을 얻었다. 백 라이트가 없어 밤이나 야외에서 사용이 어렵다는 점이나 복잡한 키패드 등이 약점으로 지적된 모델이다.
- 206 MHz Intel Strong ARM 32비트 RISC 프로세서
- ARM Linux (Linupy™), X window System
- 3.5 인치 240x320 하이 컬러 (65K) 반사형 TFT LCD
- RAM 64MB , 16MB ROM